# Université nationale de musique de Bucarest
L'université nationale de musique de Bucarest est une université située à Bucarest, en Roumanie, fondée en 1864.

## Étudiants notables
- Anda-Louise Bogza
- Elena Cernei
- Marius Constant
- Grigore Cugler
- Elena Gaja
- George Georgescu
- Nicolae Herlea
- Hugo Jan Huss
- Magda Ianculescu
- Sorin Lerescu
- Myriam Marbe
- Silvia Marcovici
- Laurențiu Profeta
- Francis Mainville